# The Star Witness (film 1931)
The Star Witness è un film del 1931 diretto da William A. Wellman.
Lo sceneggiatore Lucien Hubbard fu candidato ai Premi Oscar 1932 per il miglior soggetto.

## Trama
In quanto unici testimoni di due omicidi, i componenti di una famiglia si trovano nel bel mezzo di una guerra tra poliziotti e malviventi. Inizialmente positivi nella loro identificazione dell'assassino, il loro atteggiamento cambia quando il giovane Donny viene rapito. Nessuna minaccia di spergiuro da parte della procuratore generale può convincerli a dire la verità, tranne che per il vecchio nonno irascibile, veterano di guerra civile, che incita la propria famiglia a fare il proprio dovere civico, costi quel che costi. Alla fine il ragazzo è liberato e i malviventi sono arrestati e condannati.

## Produzione
Il film fu prodotto dalla Warner Bros. con il nome Warner Bros. Vitaphone Talking Picture.

## Distribuzione
Il copyright del film, richiesto dalla Warner Bros. Pictures, Inc., fu registrato L'8 agosto 1931 con il numero LP2398.
Distribuito dalla Warner Bros., il film uscì nelle sale cinematografiche statunitensi il 22 agosto 1931.